# Šmartno v Rožni Dolini
Šmartno v Rožni Dolini (pronuncia [ˈʃmaːɾtnɔ w ˈɾoːʒni dɔˈliːni]) è un insediamento (naselje) di 259 abitanti, della municipalità di Celje nella regione della Savinjska in Slovenia.
L'area faceva tradizionalmente parte della regione storica della Stiria, ora invece è inglobata nella regione della Savinjska.
La chiesa del paese è dedicata a San Martino.